# 広野大地
広野 大地（ひろの だいち）は日本の男性声優。主にアダルトゲームに声をあてている。

## 出演作品
太字は主役・メインキャラクター

### ゲーム

#### 2000年
- キャッスルファンタジア〜エレンシア戦記〜（スペッサルト=ダ=エレンシア）

#### 2001年
- 闇の声（久保 慎二郎）[注 1]

#### 2002年
- SinsAbell　〜緋昏し空の遠く〜（エルフ）
- メンアットワーク!3ハンター達の青春（ギルバート・マクベイン、ジェイル・イーデン）

#### 2003年
- Angel's Feather（ロベール）
- 巫女みこナース（牧嶋達哉）
- キャッスルファンタジア〜エレンシア戦記〜リニューアル（スペッサルト=ダ=エレンシア）

#### 2004年
- 蒼色輪廻（浅黄智之、ゲオルグ・ウィルヘルム3世）
- 裏入学〜淫液に濡れた教科書〜（郷里玄太郎）
- 仮想＝現実 〜ハーレム・シミュレーター〜（ウィル）[2]
- 瀬里奈（越前弥平）
- はてなきそら（岡田幸人）

#### 2005年
- 秋色謳華（結城隼人）
- 秋色恋華（結城隼人）
- 女教師 DVD EDITION（薬師寺）
- プリンセス小夜曲（レオニス）

#### 2006年
- あおぞらマジカ!!（エミリオ）
- こいちゅ! 〜恋に恋するかたおもい〜（二海信一郎）
- こんな娘がいたら僕はもう…!!（小松芳宏）
- ダンジョンクルセイダーズ 〜TALES OF DEMON EATER〜（パルドウィン・マッコーキンデル）
- 人妻コスプレ喫茶2（二之宮一馬）
- BALDR BULLET "REVELLION"（BFA兵士、議員A、警備兵、整備員、男4）
- ボーイミーツガール（犬山）
- メンアットワーク!4 ハンター達よ永遠に-（カール＝ワインバーグ）[3]

#### 2007年
- Xross Scramble（ディクロス）
- こんな魂響があったら僕はもう…!!（小松芳宏）
- チアフル!（一太郎、英雄、俊の父、空手部部員、不良学生A、キャッチセールスの男、爺さん）
- ドラクリウス（笠井創平、イド・ブランドル）
- わーきんぐDAYSフルボイス版（今泉徹）

#### 2008年
- あいれぼ 〜IDOL☆REVOLUTION〜（溝渕、スメラギさん）
- 殻ノ少女（日下達彦[4]、村瀬直己[5]）
- 吸血奇譚ムーンタイズ（笠井創平）
- こんぼく麻雀 〜こんな麻雀があったら僕はロン!〜（小松芳宏）
- プリマ☆ステラ（古畑海）

#### 2010年
- 霧谷伯爵家の六姉妹（ネズミ、ゴン、兼光藤五郎、毒島研児）

#### 2012年
- 恋剣乙女（太田寛雄）

### アニメ
- 燐月-リンゲツ-（緋月正和）[6]
- 女狼狂濡（2003年、ブライアン）[7]

### ドラマCD
- 私立アキハバラ学園（ネコミミ）